# Фуртенко, Порфирий Сергеевич
Порфирий Сергеевич Фуртенко (Фурт) (26 февраля 1903, Новолозоватка, Херсонская губерния — 29 апреля 1962, Москва) — советский военный деятель, бригадный комиссар, генерал-майор (1942).

## Биография
Добровольно вступил в РККА.
- Гражданская война (красноармеец 2 кав. полка 3 бригады им. Г. И. Котовского, затем красноармеец в 46 стр. дивизии);
- окончил Одесскую пехотная школа (1925),
- ком. взвода (с 1926),
- ком. роты (с марта 1927) 75 Свердловского стр. полка 25-й Чапаевской Краснознаменной стрелковой дивизии.
- пом. ком. роты Одесской пехотной школы (с сентября 1931);
- пом. ком. 121 стр. полка по строевой части;
- нач. и политрук школы 123 стр. полка (с мая 1933);
- военком Московского военного училища им. ВЦИК (с сентября 1937);
- окончил Военную академию РККА имени М. В. Фрунзе (1937).
- военком Академии Генштаба РККА (с февраля 1939);
- советско-финская война (член военного совета 9 армии).
- член военного совета 14 армии (с сентября 1939);
- член военного совета 9 армии(с ноября 1939);
- 09.01.1940 Временно назначен командиром 44-й горнострелковой дивизии после ареста командира и начальника штаба дивизии.
- член военного совета 13 армии (с июня 1941).
- Член Военного совета 13-й армии до 2.9.41 г.
- командир 112-й стрелковой дивизии (31.12.1942 — 27.04.1943),
- командир 354-й стрелковой дивизии(18.10.1943 — 21.11.1943),
- командир 4-й стрелковой Бежицкой Ордена Суворова дивизии (14.12.1943 — 13.10.1944)[1].
- преподаватель Военной академии имени М. В. Фрунзе.

Умер в 1962 году в Москве. Похоронен на Ваганьковском кладбище.

## Воспоминания современников
П. Г. Григоренко — генерал-майор ВС СССР (1959), участник диссидентского движения:
При входе столкнулись с человеком в кожанке, пытавшемся выразить на своем лице серьёзность и начальственность. Комиссар академии Фурт, — отрекомендовался он. Мы представились. Обоим нам бросилось в глаза, что он не назвал своего воинского звания. Потом мы узнали, что он "батальонный комиссар" (две "шпалы") — не так уж мало по тем временам. Уходя, он повелел нам зайти к нему. Мы побывали у него и он от каждого из нас потребовал рассказать автобиографию, особенно нажимая на вопросы отклонения от генеральной линии партии, связи с "врагами народа" и родственников, находящихся под арестом и за границей... Как правило в кожанке, чисто выбритый, с миной невероятной серьёзности на отнюдь не выглядевшем серьёзным лице... Встретил я его только в конце 1945-го года, направляясь на работу в академию имени Фрунзе. Он мне так рельефно запомнился, что я его еще издали узнал. Заметно было, что и он узнал меня. — Товарищ Фурт, если не ошибаюсь! — Какой я Фурт! Я Фуртенко! Прошу запомнить, товарищ Григоренко. — Но я то вас знал как Фурта. — Это была ошибка. Я разыскал метрику и восстановил свою действительную фамилию. Но он не только фамилию «восстановил», он отпустил настоящие запорожские усы... Работал он в той же, что и я, Военной Академии им. М. В. Фрунзе, но на другой кафедре. Он преподавал военную историю. Преподавал уже тогда, когда я прибыл после войны в академию. Преподавал и после того, как меня оттуда изгнали. Его взгляды всегда соответствовали политической погоде... В должности комиссара академии Генштаба его не оставили, как он утверждал, именно из-за того, что он — Фурт.

## Сочинения
- Фуртенко П. С. Битва под Москвой. Оборонительное сражение (октябрь — ноябрь 1941 г.). — М.: Акад. им. Жуковского, 1953.